# Saeima

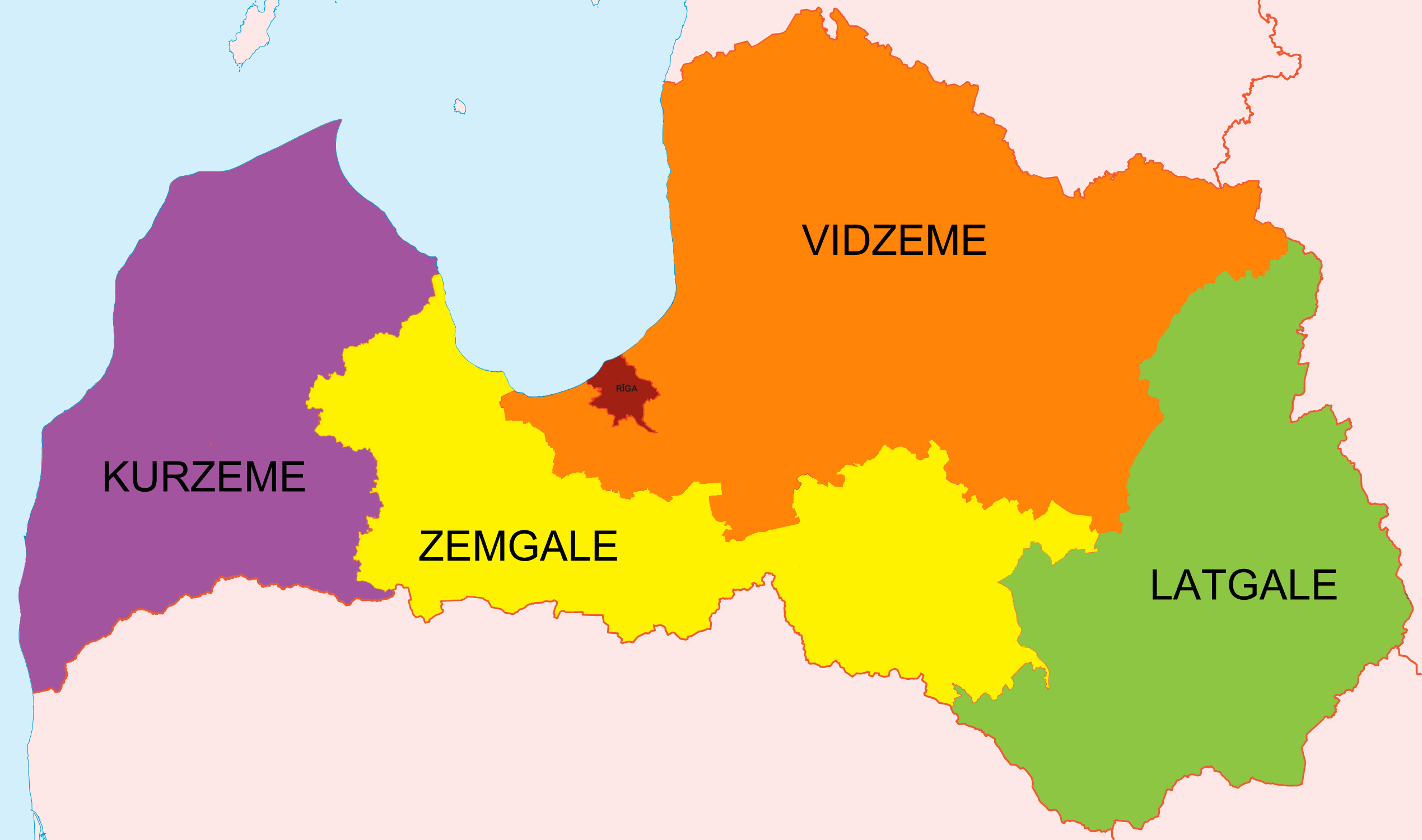
Els diputats són escollits dels 5 districtes electorals, basats en les regions culturals de Letònia

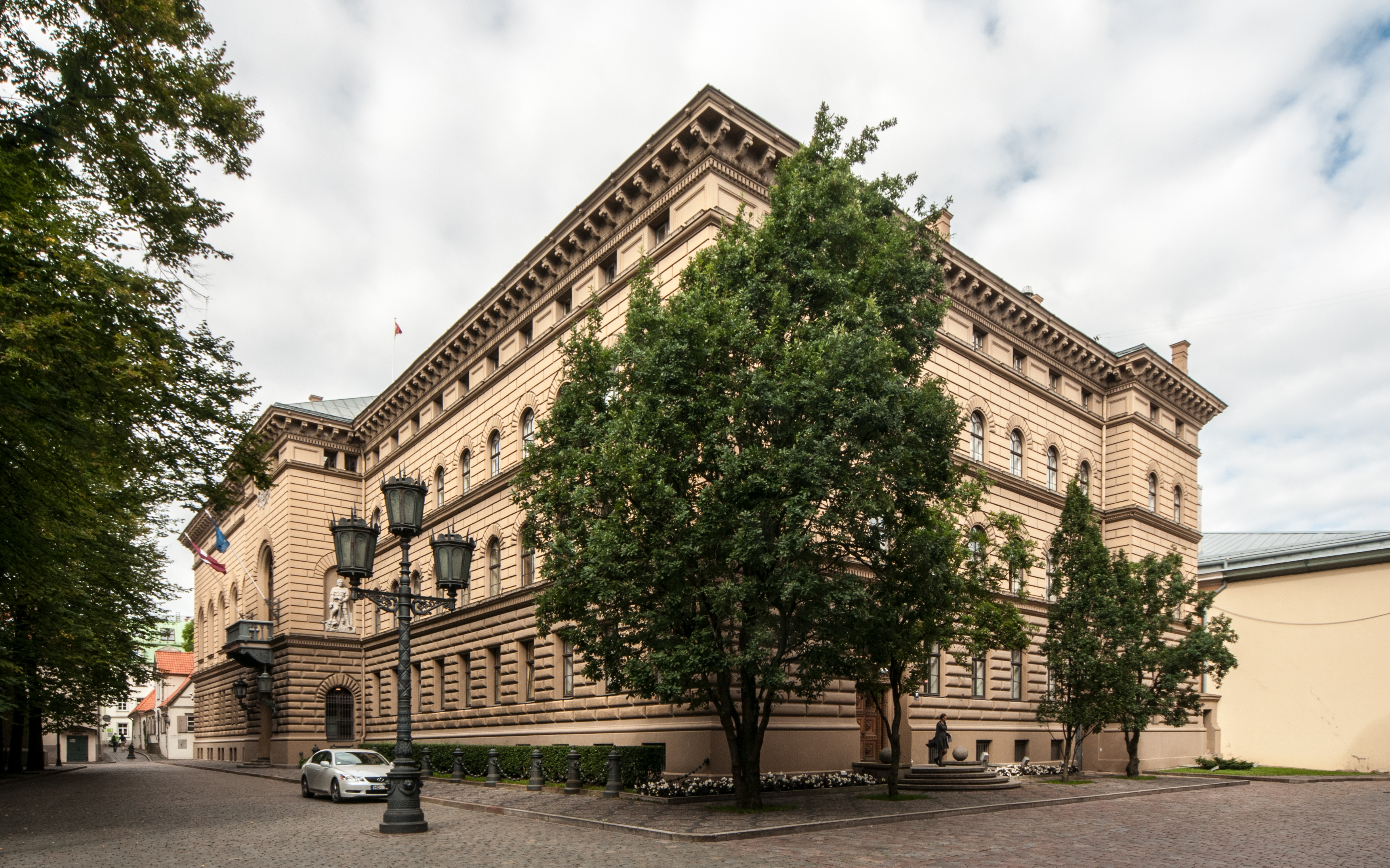
Edifici del Saeima.

Saeima és el nom del parlament de Letònia. És un parlament unicameral de 100 membres. La seva elecció és per mètode proporcional, amb els escons assignats als partits polítics que obtenen almenys el 5% dels vots. El repartiment d'escons, és:
- 28 escons per Riga
- 26 escons per Vidzeme
- 17 escons per Letgàlia
- 15 escons per Zemgale
- 14 escons per Kurzeme

Les eleccions es realitzen cada 4 anys, en el primer dissabte d'octubre. Les últimes eleccions se celebraren el 2006. El President de Letònia pot dissoldre el parlament i convocar eleccions anticipades, encara que el procés és complicat i cap president ha dissolt mai el Saeima. L'actual presidenta (des de setembre de 2023) és Daiga Mieriņa.
A la Letònia d'abans de la guerra, el Saeima va ser escollit per a mandats de tres anys. La 1a Saeima es va reunir del 7 de novembre de 1922 al 2 de novembre de 1925, la 2a del 3 de novembre de 1925 al 5 de novembre de 1928, la 3a del 6 de novembre de 1928 al 2 de novembre de 1931 i la 4a del 3 de novembre de 1931 al 15 de maig de 1934 cop d'estat letó).

## Portaveu del Saeima (1922-1934)
- Frīdrihs Vesmanis 7 de novembre de 1922 - 17 de març de 1925
- Pauls Kalniņš 20 de març de 1925 - 15 de maig de 1934

## President del Consell Suprem (1990-1993)
- Anatolijs Gorbunovs 3 de maig de 1990 - 6 de juliol de 1993

## Portaveus del Saeima (des de 1993)
- Anatolijs Gorbunovs 6 de juliol de 1993 - 7 de novembre de 1995
- Ilga Kreituse 7 de novembre de 1995 - 26 de setembre de 1996
- Alfrēds Čepānis 26 de setembre de 1996 - 3 de novembre de 1998
- Jānis Straume 3 de novembre de 1998 - 5 de novembre de 2002
- Ingrīda Ūdre 5 de novembre de 2002 - 7 de novembre de 2006
- Indulis Emsis 7 de novembre de 2006 - 24 de setembre de 2007
- Gundars Daudze 24 de setembre de 2007 - 2 de novembre de 2010
- Solvita Āboltiņa 2 de novembre de 2010 - 4 de novembre de 2014
- Ināra Mūrniece 4 de novembre de 2014 - en càrrec

## Composició actual del Saeima (2022)
|                                 | Nova Unitat (JV)                         | 173 425   | 18.97  | 26 / 100 | 15  |  |  |
|                                 | Unió de Verds i Agricultors (ZZS)        | 113 676   | 12.44  | 16 / 100 | 5   |  |  |
|                                 | Llista Unida (AS)                        | 100 631   | 11.01  | 15 / 100 | Nou |  |  |
|                                 | Aliança Nacional (NA)                    | 84 939    | 9.29   | 13 / 100 | =   |  |  |
|                                 | Per l'Estabilitat! (S!)                  | 62 168    | 6.80   | 11 / 100 | Nou |  |  |
|                                 | Progressistes (P)                        | 56 327    | 6.16   | 10 / 100 | 10  |  |  |
|                                 | Letònia Primer (LPV)                     | 57 033    | 6.24   | 9 / 100  | Nou |  |  |
| Partits sense representació     |                                          |           |        |          |     |  |  |
|                                 | Desenvolupament/Per! (AP!)               | 45 452    | 4.97   | 0 / 100  | 13  |  |  |
|                                 | Partit Socialdemòcrata «Harmonia» (SDPS) | 43 943    | 4.81   | 0 / 100  | 23  |  |  |
|                                 | Per Tots i Cadascú (KuK)                 | 33 578    | 3.67   | 0 / 100  | Nou |  |  |
|                                 | Unió Russa de Letònia (LKS)              | 33 203    | 3.63   | 0 / 100  | =   |  |  |
|                                 | Poder Sobirà (SV)                        | 29 603    | 3.24   | 0 / 100  | Nou |  |  |
|                                 | Els Conservadors (K)                     | 28 270    | 3.09   | 0 / 100  | 16  |  |  |
|                                 | República (R)                            | 16 088    | 1.76   | 0 / 100  | Nou |  |  |
|                                 | Partit del Poder Popular (TVS)           | 10 350    | 1.13   | 0 / 100  | Nou |  |  |
|                                 | Servidors Públics per a Letònia (TKL)    | 9 176     | 1.00   | 0 / 100  | =   |  |  |
|                                 | Associació per a Letònia (AL)            | 2 985     | 0.33   | 0 / 100  | 16  |  |  |
|                                 | Unió per Letònia (VL)                    | 1 413     | 0.15   | 0 / 100  | Nou |  |  |
|                                 | Partit Progressista Cristià (KPP)        | 1 379     | 0.15   | 0 / 100  | Nou |  |  |
|                                 |                                          |           |        |          |     |  |  |
| Vots vàlids                     | Vots vàlids                              | 914 022   | 98.86  |          |     |  |  |
| Vots en blanc/nuls              | Vots en blanc/nuls                       | 12.803    | 1.4    |          |     |  |  |
| Total de vots                   | Total de vots                            | 916 736   | 100.00 | 100      | =   |  |  |
| Votants registrats/participació | Votants registrats/participació          | 1 542 407 | 59.44  |          |     |  |  |
| Font: CVK                       |                                          |           |        |          |     |  |  |